# Zeylanidium
Zeylandium é um género botânico pertencente à família Podostemaceae.